# Droga wojewódzka nr 956

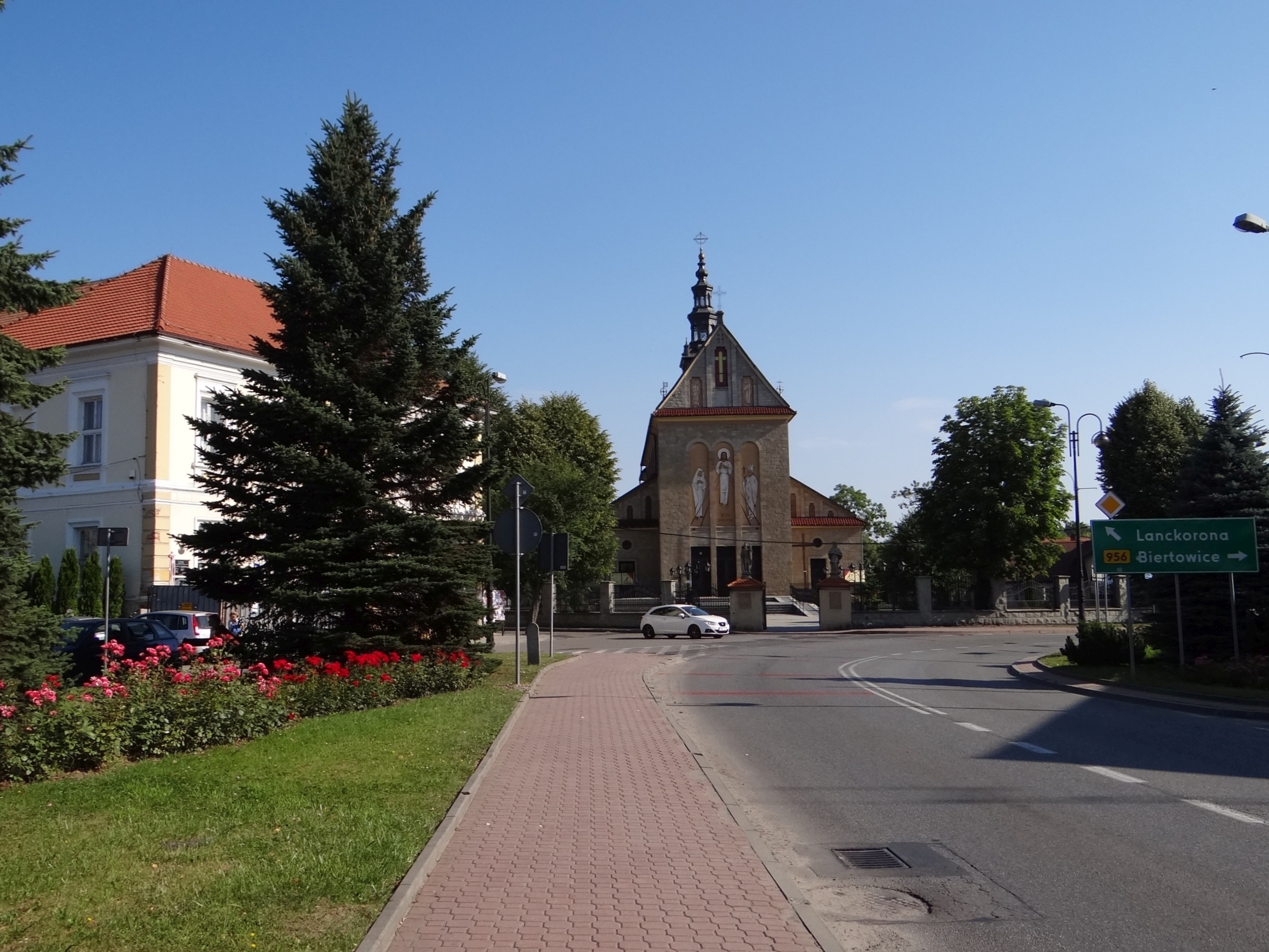
DW956 w Sułkowicach

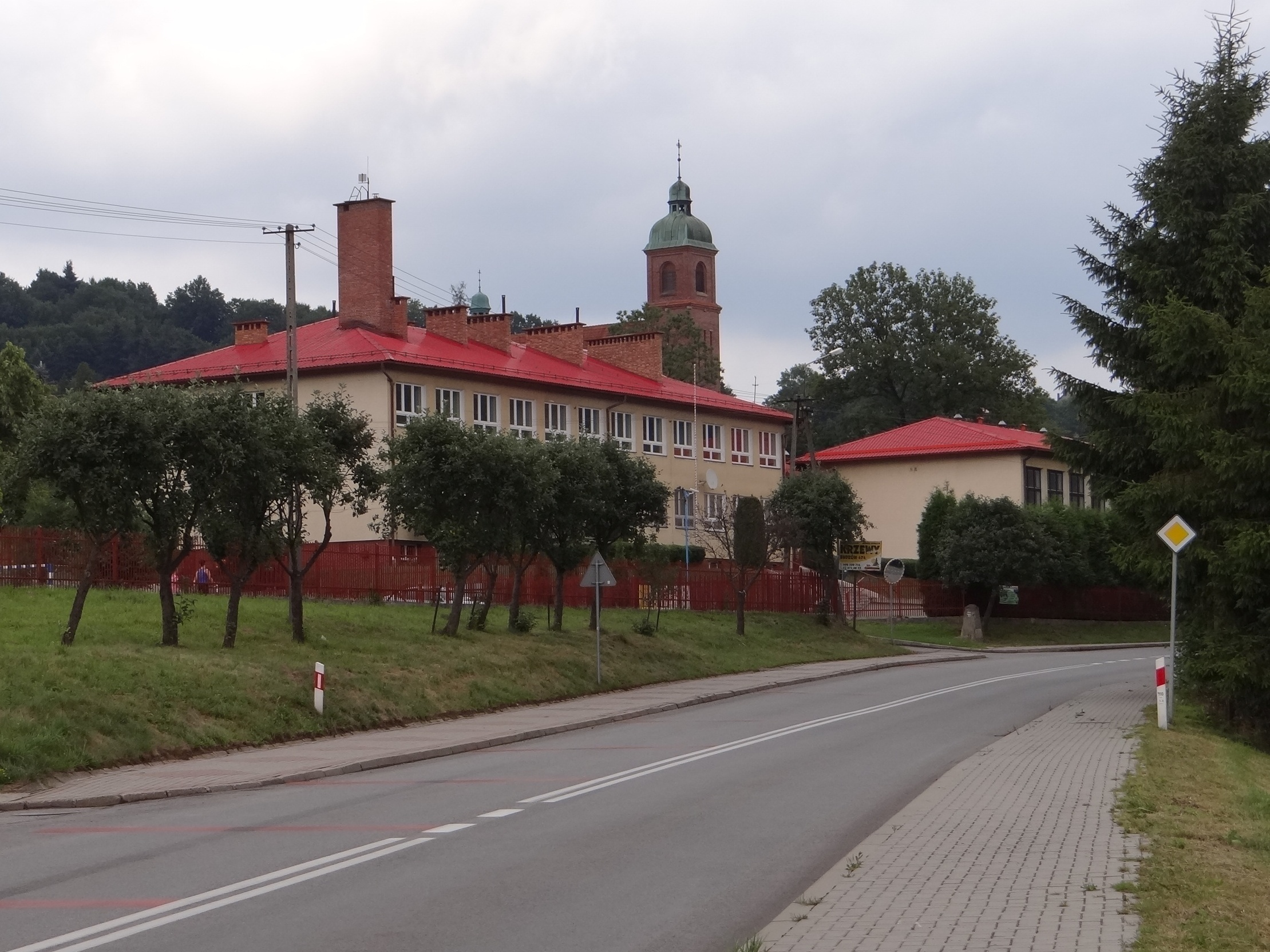
DW956 w Budzowie

Droga wojewódzka nr 956 (DW956) – droga wojewódzka klasy Z położona w południowej Polsce, w województwie małopolskim (powiaty: myślenicki i suski). Łączy miejscowość Biertowice, położoną przy drodze krajowej 52 z Zembrzycami przy drodze krajowej 28. Najważniejszą miejscowością przy drodze wojewódzkiej nr 956 jest miasto Sułkowice.
Najwyższym punktem na tej trasie jest Przełęcz Sanguszki – 480 m n.p.m. Droga ma 12 obiektów mostowych.

## Miejscowości leżące przy trasie DW956
- Biertowice (DK52)
- Rudnik
- Sułkowice (DW955)
- Harbutowice
- Palcza
- Baczyn
- Budzów
- Zembrzyce (DK28)

## Historia
W latach 90. XIX wieku podjęto budowę drogi na odcinku Harbutowice – Palcza. Inwestycja była realizowana pod patronatem c. k. namiestnika hr. Kazimierza Badeniego i ks. Eustachego Sanguszki. Około 650 m pod przełęczą postawiono studnię, z której korzystali robotnicy podczas pracy. Podróżujący do dziś mogą z niej nabierać wodę. Po zakończeniu prac w 1895 r. w najwyższym punkcie trasy wzniesiono pomnik upamiętniający budowę tej drogi. Jest to ważny odcinek pod względem inżynieryjnym dla historii drogownictwa w tym regionie. Podczas I wojny światowej wojska austriackie zabarykadowały tę drogę.

### Obwodnica Zembrzyc
Pomysł na budowę obwodnicy Zembrzyc narodził się w czasie planowania Zbiornika Świnna Poręba w latach 70. XX wieku. Wtedy też zaczęto wykupywać grunty pod nową drogę. Na tych działaniach jednak poprzestano. Dopiero 6 lutego 2009 r. wbito pierwszą łopatę w ziemię. Zadania tego podjęła się firma Mota-Engil Central Europe SA. W ciągu obwodnicy wykonano czteroprzęsłowy (21 m + 35 m + 105 m (przęsło nurtowe)+ 83 m) most o łącznej długości 244 m. Został wybudowany na jednym pylonie o wysokości 50,95 m, a konstrukcję pomostu podwieszono za pomocą cięgieł stalowych ukształtowanych w formie 
wachlarza. Mimo srogiej zimy i wylaniu rzeki z koryta, terminu realizacji zadania dotrzymano. Cały odcinek o długości 1785 m został otwarty 24 sierpnia 2010 r. Inwestycja była współfinansowana ze środków Unii Europejskiej.

## Planowana rozbudowa
W planie budowy drogi ekspresowej S52 pojawił się węzeł z drogą wojewódzką 956. W miejscowym planie zagospodarowania przestrzennego uwzględniono budowę nowej drogi, która stanowiłaby obwodnicę Sułkowic. Wraz z przełożeniem terminu realizacji Beskidzkiej Drogi Integracyjnej pomysł ten zanikł.

## Dopuszczalny nacisk na oś
Od 13 marca 2021 roku na drodze dozwolony jest ruch pojazdów o nacisku pojedynczej osi napędowej do 11,5 tony.

### Do 13 marca 2021 r.
Na całej długości drogi dozwolony był ruch pojazdów o nacisku na pojedynczą oś do 8 ton.

## Pomiary ruchu GPR

### 2005[6]
| Odcinek drogi       | Pikietaż początku odcinka drogi | Pikietaż końca odcinka drogi | Długość odcinka drogi | Pikietaż punktu pomiarowego | Miejscowość | SDR  |
| ------------------- | ------------------------------- | ---------------------------- | --------------------- | --------------------------- | ----------- | ---- |
| Biertowice – Palcza | 0,0                             | 11,9                         | 11,9                  | 11,4                        | Palcza      | 2375 |
| Palcza – Zembrzyce  | 11,9                            | 24,6                         | 12,7                  | 24,1                        | Zembrzyce   | 4521 |

### 2010[7]
| Odcinek drogi          | Pikietaż początku odcinka drogi | Pikietaż końca odcinka drogi | Długość odcinka drogi | Miejscowość | SDRR |
| ---------------------- | ------------------------------- | ---------------------------- | --------------------- | ----------- | ---- |
| Biertowice – Sułkowice | 0,0                             | 1,5                          | 1,5                   | Biertowice  | 8081 |
| Sułkowice – Palcza     | 1,5                             | 11,9                         | 10,4                  | Palcza      | 3741 |
| Palcza – Zembrzyce     | 11,9                            | 24,6                         | 12,7                  | Zembrzyce   | 5882 |

### 2015[8]
| Odcinek drogi          | Pikietaż początku odcinka drogi | Pikietaż końca odcinka drogi | Długość odcinka drogi | Miejscowość | SDRR |
| ---------------------- | ------------------------------- | ---------------------------- | --------------------- | ----------- | ---- |
| Biertowice – Sułkowice | 0,0                             | 2,507                        | 2,507                 | Sułkowice   | 9884 |
| Sułkowice (przejście)  | 2,507                           | 4,263                        | 1,756                 | Sułkowice   | 9877 |
| Sułkowice – Palcza     | 4,263                           | 11,725                       | 7,462                 | Palcza      | 4338 |
| Palcza – Zembrzyce     | 11,725                          | 24,268                       | 12,534                | Zembrzyce   | 6144 |

### 2020[9]
| Odcinek drogi          | Pikietaż początku odcinka drogi | Pikietaż końca odcinka drogi | Długość odcinka drogi | Miejscowość | SDRR  |
| ---------------------- | ------------------------------- | ---------------------------- | --------------------- | ----------- | ----- |
| Biertowice – Sułkowice | 0,0                             | 2,507                        | 2,507                 | Sułkowice   | 10209 |
| Sułkowice (przejście)  | 2,507                           | 4,263                        | 1,756                 | Sułkowice   | 10804 |
| Sułkowice – Palcza     | 4,263                           | 11,725                       | 7,462                 | Palcza      | 5350  |
| Palcza – Zembrzyce     | 11,725                          | 24,268                       | 12,534                | Zembrzyce   | 7740  |